# Cantone di Le Diamant
Il cantone di Le Diamant è una divisione amministrativa situato nel dipartimento e regione della Martinica.

## Comuni
- Le Diamant